# Hietlbach
Der Hietlbach, auch Hütlbach genannt, ist ein rund 1,3 Kilometer langer, linker Nebenfluss der Kainach in der Steiermark.

## Verlauf
Der Hietlbach entsteht im nördlichen Teil der Stadtgemeinde Bärnbach, im zentralen Teil der Katastralgemeinde Hochtregist, südwestlich der Streusiedlung Schrapfberg am südlichen Hang des Schrapfberges. Er fließt in einem flachen Rechtsbogen insgesamt nach Südwesten. Im nördlichen Teil der Katastralgemeinde Bärnbach und südlich des Stadtteiles Kleinkainach mündet er im südöstlich des Schlossbades Bärnbach sowie des Schlosses Alt-Kainach etwa 200 Meter östlich der L341 in die Kainach, welche kurz danach nach links abbiegt.
Auf seinem Lauf nimmt der Hietlbach von links einen unbenannten Wasserlauf auf.

## Hochwasserschutz
Zum Schutz gegen Hochwässer wurde am Hietlbach im Jahr 1993 ein Hochwasserschutz errichtet.